# Cyclocross-Weltmeisterschaften 1961
Die Cyclocross-Weltmeisterschaften 1961 wurden am 19. Februar in Hannover ausgetragen. Austragungsort war das Niedersachsenstadion, Ausrichter der Radsport-Verein Grün-Weiß Hannover von 1925. Es gab ein Rennen in der offenen Kategorie, also für Profis und Amateure gleichermaßen.

## Ergebnisse
| Platz | Land        | Sportler        |
| ----- | ----------- | --------------- |
| 1     | Deutschland | Rolf Wolfshohl  |
| 2     | Italien     | Renato Longo    |
| 3     | Frankreich  | André Dufraisse |